# Билазора
Билазора (на гръцки: Βυλάζωρα; на македонска литературна норма: Билазора) е археологически обект, намиращ се на територията на община Свети Никола в Северна Македония, представляващ руините на град, изграден през епохата на ранната античност и вероятно главен град на племето пеони. Билазора е локализиран в местността Градище, край село Кнеже и е разположен на площ от около 20 хектара.

## История
Географското положение на Билазора в този регион е свидетелство за водещо укрепление, средище и търговски център в контактна зона на основни маршрути, свързващи пътни артерии от север на юг и от изток на запад, между границите на територии, контролирани от племената дардани, пеони, илири и македони. Древна Билазора е спомената като най-значимият град на Пеония за първи път Полибий и Тит Ливий. Те изтъкват нейната стратегическа географска позиция и роля като пазител на северната граница на Древна Македония с територията контролирана от дарданите.
Пеоните са обитавали региона на днешна Североизточна Северна Македония, преди основаването на древната македонска държава. Племето е покорено от македоните по времето на военните походи на Филип V Македонски срещу дарданите. По всяка вероятност Била зора е престолният град на пеоните, както и свидетелстват древногръцките извори през 219 г. пр. Хр. Дарданите събират своите войски за поход срещу Македония в Била зора, която е отличен изходен пункт към равнината Пелагония, а от там към вътрешността на древната македонска държава; през 217 г. пр. Хр. градът е завзет от войските на Филип V Македонски, който слага край на дарданските набези от север. През 168 г. пр. Хр. македонският владетел Персей, подготвяйки Третата Македоно-Римска война, договаря военна помощ с келтите от Десудаба, разположена в Медика, които са дислоцирани в Билазора. Полибий и Тит Ливий посочват Билазора, като едно от най-важните военни укрепления в Пеония.

## Археологически проучвания
Етимологично названието Билазора е свързвано от някои изследователи с името на град Велес, а през 1976 г. югославският археолог д-р Иван Микулчич базирайки се на тази връзка и теренно проучване в района на село Кнеже, предлага хипотезата, че Билазора се намира в местността Градище край селото. Спорадични проучвания в района през 1980-те и 1990-те години дават надежда на археолозите и историците, че именно този археологически обект е Билазора. През август 2008 година, научен екип с ръководител Бобан Хусеновски от Националния археологически музей в Скопие с финансовата помощ и участие на Тексас Фаундейшън фор Аркеолоджикъл & Хисторикъл Рисърч започва цялостно археологическо проучване на обекта.